# Canon de 47 mm AC modèle 1934
Pour les articles homonymes, voir Canon de 47 mm et AC 47.
Le canon de 47 mm AC modèle 1934, est un canon antichar français de casemate, adopté pour équiper la ligne Maginot. Il est dérivé du canon de 47 mm de marine.

## Emploi
Il était utilisé dans les casemates CORF de la ligne Maginot dont la longueur, supérieure ou égale à 3 mètres, permettait le retrait de la pièce en arrière afin de mettre en place dans le créneau le jumelage de mitrailleuses.
Dans les casemates CORF plus petites, c'est le canon de 37 mm AC qui était utilisé tandis que dans les casemates STG c'était le 47 mm de marine qui était mis en place.
La pièce était suspendue à un chariot qui coulissait dans une poutre bi-rail scellée en hauteur sur le mur de fond de la casemate et sur celui de l'embrasure.
Trois cent trente-six canons de 47 AC étaient en service dans l'Armée française en 1940.
Canons de 47 mm modèle 1934 encore visibles de nos jours :
- ouvrage de La Ferté (Ardennes).
- casemate du Grand-Lot (Moselle).
- ouvrage du Simserhof (Moselle).
- ouvrage de Schœnenbourg (Bas-Rhin).
- casemate de Marckolsheim (Bas-Rhin).

## Caractéristiques
L'AC 47 était certainement le meilleur canon antichar en 1940. C'était en effet une arme très puissante qui perçait 80 mm d'acier à 800 m mais il ne disposait pas d'obus explosifs en 1940 et il ne pouvait donc pas être utilisé contre l'infanterie. De plus, il ne pouvait être monté dans les tourelles et ne tirait donc qu'en flanquement.
Performances avec l'obus APX modèle 1936 :
- perforation à 1 000 m : 80 mm, sous incidence normale[6].

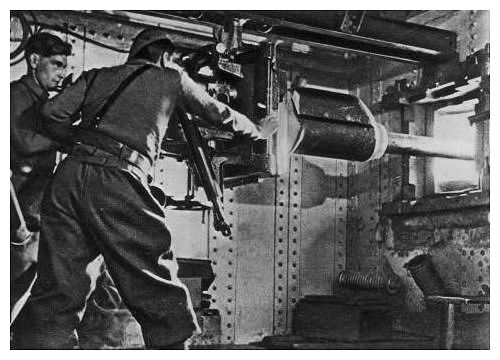
Mise en batterie de l'AC 47 du bloc 1 de l'ouvrage de Schœnenbourg en 1940.
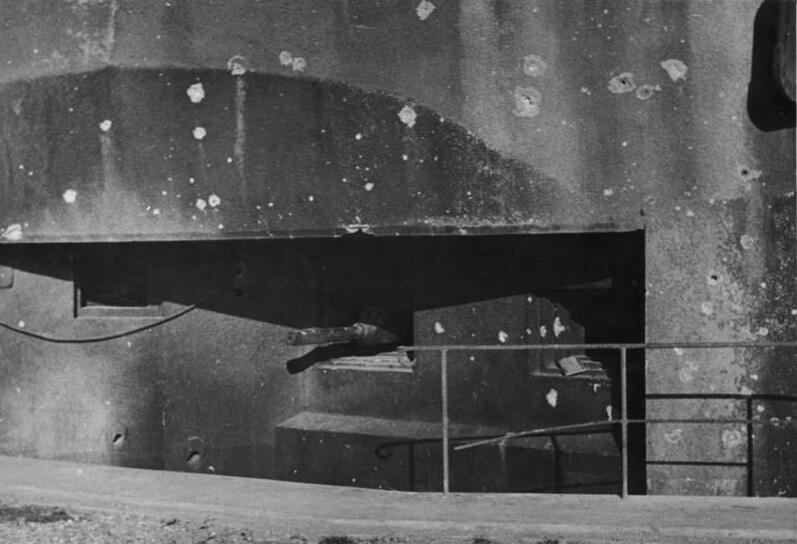
AC 47 en place dans le créneau (secteur fortifié de Rohrbach, juillet 1940).
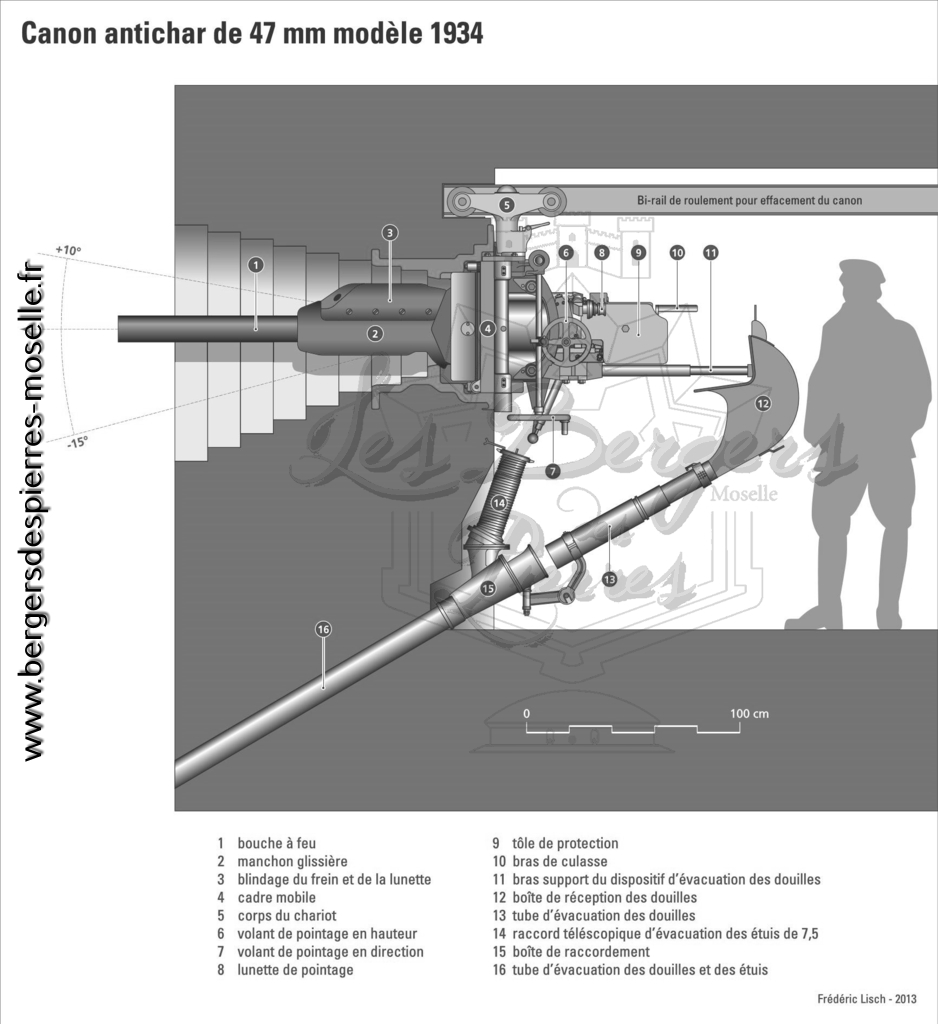
Plan en coupe d'un créneau pour canon de 47 mm.